# Synegia conflagrata
Synegia conflagrata är en fjärilsart som beskrevs av George Francis Hampson 1912. Synegia conflagrata ingår i släktet Synegia och familjen mätare. Inga underarter finns listade i Catalogue of Life.